# Aristostomias lunifer
Aristostomias lunifer es una especie de pez de la familia Stomiidae en el orden de los Stomiiformes.

## Morfología
• Los machos pueden llegar alcanzar los 17 cm de longitud total.

## Hábitat
Es un pez de  mar  y de aguas profundas que vive entre 120-1.280 m de profundidad.

## Distribución geográfica
Se encuentra en el  Atlántico oriental (desde  Madeira a las Islas Canarias ), el Atlántico occidental (Brasil y desde los Estados Unidos hasta el Caribe), el Atlántico noroccidental (Canadá),  el Índico (5°N-12°S) el  Mar de la China Meridional, Nueva Guinea, junto a las Hawái.